# Tésa
Tésa is een plaats (község) en gemeente in het Hongaarse comitaat Pest. Tésa telt 98 inwoners (2001).